# Brookfield Asset Management
Pour les articles homonymes, voir Brookfield.
Brookfield Asset Management Inc. est une entreprise de gestion d'actifs canadienne qui gère un portefeuille global de 510,6 milliards de dollars investi pour ses clients. Les actifs de la firme se concentrent dans la propriété, l'énergie renouvelable, les infrastructures et les entreprises privées. Elle fait partie de l'indice S&P/TSX 60.

## Histoire
En mars 2018, Brookfield Property Partners annonce l'acquisition des 66 % qu'il ne détient pas encore  dans General Growth Properties pour 15,3 milliards de dollars.
En janvier 2021, Brookfield Asset Management annonce la mise en bourse de sa filiale Brookfield Property Partners, valorisant cette dernière à environ 5,9 milliards de dollars.
En 2025, Brookfield vouloir investir 20 milliards d’euros en France (à Cambrai) d'ici à 2030, notamment dans le développement de data centers pour entraîner des IA.

## Actionnaires
Au 21 avril 2019.
| Nom                                                   | Actions    | %      |
| Brookfield Asset Management PIC Canada                | 85 839 025 | 8,68 % |
| RBC Global Asset Management                           | 47 954 249 | 4,85 % |
| Principal Global Investors                            | 25 416 431 | 2,57 % |
| TD Asset Management                                   | 24 835 693 | 2,51 % |
| BMO Asset Management                                  | 22 430 114 | 2,27 % |
| The Vanguard Group, Inc.                              | 21 076 448 | 2,13 % |
| 1832 Asset Management LP                              | 20 733 953 | 2,10 % |
| RBC Dominion Securities, Inc. (Investment Management) | 20 249 657 | 2,05 % |
| Fidelity (Canada) Asset Management ULC                | 19 065 952 | 1,93 % |
| Beutel, Goodman & Co                                  | 15 321 646 | 1,55 % |

## Filiales
- Brookfield Multiplex (en)
- Brookfield Renewable Energy Partners (en)
- Brookfield Property Partners
- Brookfield Canada Office Properties
- Brookfield Incorporações
- Brookfield Office Properties (en)
- Brookfield Residential Properties (en)
- Brookfield Infrastructure Partners
- Brookfield Real Estate Services